# Sigmundsson
Sigmundsson ist ein isländischer und färöischer Personenname.

## Herkunft und Bedeutung
Der Name ist ein Patronym und bedeutet Sohn des Sigmundur. Die weibliche Entsprechung ist Sigmundsdóttir (Tochter des Sigmundur).

## Namensträger
- Beinir Sigmundsson (10. Jahrhundert – 970), Herrscher über die Hälfte der Färöer
- Brestir Sigmundsson (10. Jahrhundert – 970), Herrscher über die Hälfte der Färöer
- Freysteinn Sigmundsson, isländischer Vulkanologe
- Runólfur Sigmundsson († 1307), isländischer Schriftsteller und Abt von Þykkvabæjarklaustur
- Jón Sigmundsson (ca. 1455–1520), isländischer Sysselmann und Jurist
- Ivar Sigmundsson (* 1942), isländischer Skirennläufer
- Gunnlaugur Sigmundsson (* 1948), isländischer Politiker und Abgeordneter
- Kristinn Sigmundsson (* 1951), isländischer Bassbariton
- Hermundur Sigmundsson (* 1964), norwegischer Hochschullehrer